# Spisak pop dens grupa devedesetih sa exYU prostora
Spisak sadrži izvođače koji su bili aktuelni na muzičkoj Pop-Dance-Rap-Hip Hop sceni ex YU prostora u poslednjoj deceniji dvadesetog veka
- 187
- 2B4Time
- Acme
- Adrianna May
- Annamaria
- Axel
- Alex D
- Alpha Team
- Arijana
- After Shave
- B.A.P.
- B3
- Bad Copy
- Baša
- Beat House
- Beat Street
- Belgrade Ghetto
- Black in Soul
- Bony & Clyde
- Carlito
- Crni Protokol
- C-Ya
- Code 71588 (Code)
- Colonia
- Crna Ruža
- Dajana
- Dalia
- Deni
- Desna Ruka
- Dee Monk
- Ding Dong
- Divas
- DnD
- Dobar, Loš, Zao
- Dr. Bloodmoney
- Dr. Iggy
- Duck
- Đogani
- Ekipa sa Raskršća
- E.T. (Electro Team)
- Ella
- Ella B
- Emilia
- Energie
- Extravaganja
- enJOY i Maja Šuput
- Feel the Pain
- Fire Point
- Flame
- FM
- Fokus
- Full Moon
- Funky G
- Funky Guerilla Crew
- Funky House Band
- Funny Hill
- Flame
- Gala
- Ghetto Warriors
- Gloria
- Gloria B
- Gracia
- Gru
- Guerilla
- H-Block
- Hani
- Ila
- Ilan Kabiljo
- Ivan
- Ivana Banfić (I Bee)
- Ivana Brkić
- Iva Miličević
- Jedva smo se skupili
- Jury de Simbo
- K.E.Š.
- K2
- Kaldo
- Kasandra
- Knez
- Lana Cenčić
- Lee Man
- Leontina
- Leut Magnetic
- Lina
- Luna
- Maćeha Prirode
- Mad Doggz
- Mag
- Maja Nikolić
- Maja Maria
- Mandi
- Marija Mihajlović
- Mars Venus
- Massimo
- Matrix (pevačica)
- Matteo Cetinski
- May Day
- Millennium
- Minea
- Moby Dick
- Models
- Monteniggers
- Mozaik
- Nikita
- Nina Badrić
- Non + Ultra
- N.S.G. Flash
- Oliver Stoiljković
- Out
- P.S. Baby Face
- Papageno
- Play Again
- Rhytm Attack
- Rebus
- Red Dance
- Robby
- Robin Hood
- S.K.I.D.S.
- SBZ/SUPPAHOUSE
- Senna M
- Seven Up
- Severina
- Sexpress
- Sha-Ila
- Sekcija Mraka
- Serpentera
- Simplicia
- Srebrna Krila
- Straight Jackin
- Sunshine
- Scandal
- T.N.T.
- Tap 011
- Tapiri
- Team
- Techno System
- This Beat
- Tina i Nikša
- Tony Cetinski
- Trik FX
- Twins
- Valerija
- Vanama
- Vanessa
- Vanna
- Velina
- Viktorija Đonlić
- Vlatka Pokos
- Voodoo Popeye
- W-Ice & Power Team
- White Niggaz
- Who Is the Best
- Xenia
- XXL
- Yo
- Zorana